# Trol·leïta
La trol·leïta és un mineral de la classe dels fosfats. Rep el seu nom de Hans Gabriel Trolle-Wachtmeister (1782-1871), advocat i químic suec.

## Característiques
La trol·leïta és un fosfat de fórmula química Al₄(PO₄)₃(OH)₃. Cristal·litza en el sistema monoclínic. La seva duresa a l'escala de Mohs es troba entre 5,5 i 6. Normalment massiva translúcida, de color verd clar a verd blavós, amb una brillantor greixosa. Pot ser molt blau per estar barrejada amb scorzalita.
Segons la classificació de Nickel-Strunz, la trol·leïta pertany a «08.BA: Fosfats, etc. amb anions addicionals, sense H₂O, només amb cations de mida mitjana, (OH, etc.):RO₄ sobre 1:1» juntament amb els següents minerals: ambligonita, montebrasita, tavorita, triplita, zwieselita, sarkinita, triploidita, wagnerita, wolfeïta, stanĕkita, joosteïta, hidroxilwagnerita, arsenowagnerita, holtedahlita, satterlyita, althausita, adamita, eveïta, libethenita, olivenita, zincolibethenita, zincolivenita, auriacusita, paradamita, tarbuttita, barbosalita, hentschelita, latzulita, scorzalita, wilhelmkleinita, namibita, fosfoel·lenbergerita, urusovita, theoparacelsita, turanita, stoiberita, fingerita, averievita, lipscombita, richel·lita i zinclipscombita.

## Formació i jaciments
Va ser descoberta a la mina de ferro de Västanå, a la localitat de Näsum (Skåne, Suècia), on sol trobar-se associada a altres minerals com: pirofil·lita, cianita, berlinita, augelita i attakolita. Als territoris de parla catalana ha estat trobada al Cap de Creus, a Cadaqués (Alt Empordà, Girona).